# سلمانية (دار خوين)
سلمانية (بالفارسية: سلمانیه) هي منطقة سكنية تقع في إيران في قسم دار خوين الريفي. يقدر عدد سكانها بـ 534 نسمة بحسب إحصاء 2016.